# Fabrizio
Fabrizio  è un nome proprio di persona italiano maschile.

## Varianti
- Femminili: Fabrizia[1][4][5][7]

### Varianti in altre lingue
- Asturiano: Fabricio[8]
- Catalano: Fabrici[8]
- Francese: Fabrice[2][6]
- Inglese: Fabrice
- Latino: Fabricius[2][6][8]
  - Femminili: Fabricia[7]
- Polacco: Fabrycy
- Portoghese: Fabricio[2][6]
- Portoghese brasiliano: Fabrício
- Spagnolo: Fabricio[2][6][8]
- Ungherese: Fabríciusz

## Origine e diffusione
Deriva dal gentilizio latino Fabricius, tipico della gens Fabricia e ricordato in particolare per Gaio Fabricio Luscino, un console romano noto per la sua integrità morale; etimologicamente, viene ricondotto già dall'antichità al latino faber, "fabbro", "artefice", ma è anche possibile che questa sia una paretimologia, e che il nome abbia in realtà ignote origini etrusche.
Il nome venne ripreso popolarmente a partire dal Tardo medioevo-Rinascimento ed è, da allora, piuttosto comune. In Italia è diffuso specialmente nel Nord e nel Centro, mentre è più raro al Sud. In Germania la forma Fabricius è relativamente diffusa come cognome poiché veniva impiegata, nel Rinascimento, per tradurre il tedesco Schmidt.

## Onomastico
Il nome è adespota, ossia privo di santo patrono; l'onomastico si può festeggiare, eventualmente, in occasione di Ognissanti, il 1º novembre. 
Va notato che alcune fonti registrano alcuni santi con questo nome, ma si tratta di errori agiografici: un "san Fabrizio" il 9 luglio è in realtà san Brizio, vescovo di Spoleto e di Martana (il cui nome non è correlato a Fabrizio), mentre un altro san Fabrizio, martire a Toledo con san Filiberto e commemorato il 22 agosto, si chiama in realtà Fabriziano (nome che costituisce un patronimico di Fabrizio).

## Persone
- Fabrizio Bracconeri, attore e personaggio televisivo italiano
- Fabrizio Costa, regista italiano
- Fabrizio De André, cantautore italiano
- Fabrizio De Rossi Re, compositore e librettista italiano
- Fabrizio Ferrari, giornalista italiano
- Fabrizio Frizzi, conduttore televisivo e doppiatore italiano
- Fabrizio Miccoli, calciatore italiano
- Fabrizio Mori, atleta italiano
- Fabrizio Moro, cantautore e chitarrista italiano
- Fabrizio Quattrocchi, guardia di sicurezza privata
- Fabrizio Ravanelli, calciatore e allenatore di calcio italiano
- Fabrizio Tarducci, vero nome di Fabri Fibra, rapper, produttore discografico e scrittore italiano

### Variante Fabrice

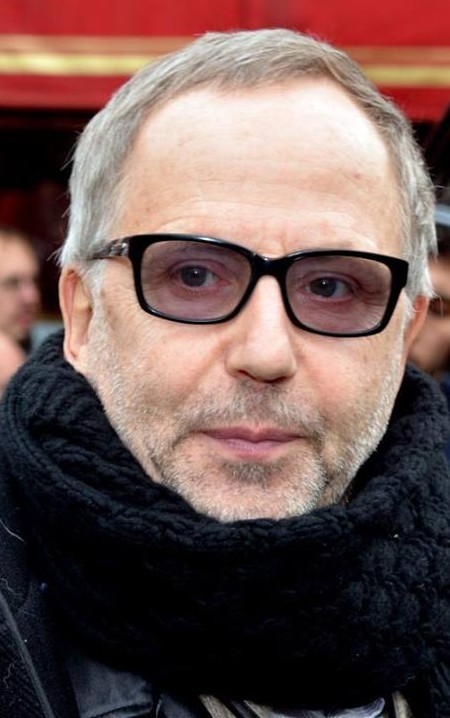
Fabrice Luchini

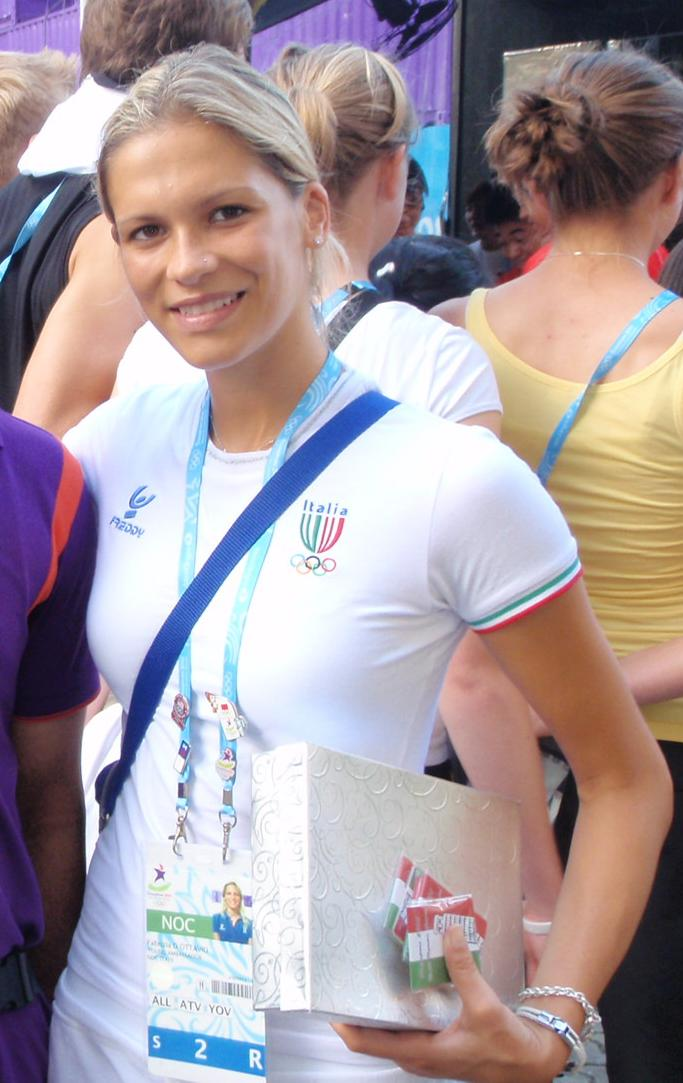
Fabrizia D'Ottavio

- Fabrice Abriel, calciatore francese
- Fabrice Estebanez, rugbista francese
- Fabrice Fiorèse, calciatore francese
- Fabrice Guy, combinatista nordico francese
- Fabrice Hadjadj, scrittore e filosofo francese
- Fabrice Jeannet, schermidore francese
- Fabrice Luchini, attore e umorista francese
- Fabrice Muamba, calciatore della Repubblica Democratica del Congo naturalizzato britannico
- Fabrice Olinga, calciatore camerunese
- Fabrice Philipot, ciclista su strada francese
- Fabrice Santoro, tennista francese

### Altre varianti maschili
- Fabricio Coloccini, calciatore argentino
- Fabricio Oberto, cestista argentino
- Fabrício Werdum, artista marziale misto brasiliano

### Variante femminile Fabrizia
- Fabrizia Carminati, annunciatrice televisiva e personaggio televisivo italiano
- Fabrizia Castagnoli, attrice, doppiatrice e direttrice del doppiaggio italiana
- Fabrizia D'Ottavio, ginnasta italiana
- Fabrizia Pons, copilota di rally italiana
- Fabrizia Ramondino, scrittrice italiana
- Fabrizia Sacchi, attrice italiana

## Il nome nelle arti
- Fabrizio è un personaggio del romanzo di Mario Puzo Il padrino, e dell'omonimo film del 1972 da esso tratto, diretto da Francis Ford Coppola.
- Fabrizio è il nome del cameriere che sposerà Mirandolina nella commedia La locandiera di Carlo Goldoni.
- Fabrizio Corbera, Principe di Salina è il protagonista del romanzo di Giuseppe Tomasi di Lampedusa Il Gattopardo.
- Fabrizio Cavalena è un personaggio del romanzo di Luigi Pirandello Quaderni di Serafino Gubbio operatore.
- Fabrizio del Dongo è il protagonista del romanzo di Stendhal La Certosa di Parma.
- Fabrizio De Rossi è un personaggio del film del 1997 Titanic, diretto da James Cameron.
- Fabrizio Spadellati è un personaggio della serie televisiva Mario.